# 无柄车前蕨
无柄车前蕨（学名：Antrophyum parvulum）为车前蕨科车前蕨属下的一个种。

## 扩展阅读
維基物種上的相關：无柄车前蕨